# Jacques Zegers
Jacques Zegers (Bruselas, 25 de junio de 1947), es un cantante belga, conocido por su participación en el Festival de la Canción de Eurovisión 1984.

## Inicios profesionales
Nacido en Bruselas de madre belga y padre francés, Zegers comenzó cantando en cabarets a la edad de 16 años y en su tiempo libre participaba en festivales mientras intentaba ser periodista. Lanzó dos singles, "La nuit" y "Pour elle", en 1983. Fue solicitado para grabar "LA en Olympie", la canción oficial belga para los Juegos Olímpicos de Los Ángeles 1984.

## Festival de Eurovisión
En 1984, la canción de Zegers "Avanti la vie" fue elegida para representar a Bélgica en el Festival de la Canción de Eurovisión 1984 que se celebró el 5 de mayo en Luxemburgo. "Avanti la vie" consiguió 70 puntos y terminó la quinta de 19 países.

## Carrera posterior
Tras Eurovisión, Zegers publicó un sencillo, "1001 amis", y continuó con su carrera como periodista. Publicó una novela titulada Le nœud y varios libros de poesía.

## Discografía
Singles
- "La nuit" (1983)
- "Pour elle" (1983)
- "LA en Olympie" (1984)
- "Avanti la vie" (1984)
- "1001 amis" (1984)[3]